# Tally Hall (groupe de musique)
 (mars 2025).
La mise en forme du texte ne suit pas les recommandations de Wikipédia : il faut le « wikifier ».
Les points d'amélioration suivants sont les cas les plus fréquents. Le détail des points à revoir est peut-être précisé sur la page de discussion.
- Les titres sont pré-formatés par le logiciel. Ils ne sont ni en capitales, ni en gras.
- Le texte ne doit pas être écrit en capitales (les noms de famille non plus), ni en gras, ni en italique, ni en « petit »…
- Le gras n'est utilisé que pour surligner le titre de l'article dans l'introduction, une seule fois.
- L'italique est rarement utilisé : mots en langue étrangère, titres d'œuvres, noms de bateaux, etc.
- Les citations ne sont pas en italique mais en corps de texte normal. Elles sont entourées par des guillemets français : « et ».
- Les listes à puces sont à éviter, des paragraphes rédigés étant largement préférés. Les tableaux sont à réserver à la présentation de données structurées (résultats, etc.).
- Les appels de note de bas de page (petits chiffres en exposant, introduits par l'outil «  Source ») sont à placer entre la fin de phrase et le point final[comme ça].
- Les liens internes (vers d'autres articles de Wikipédia) sont à choisir avec parcimonie. Créez des liens vers des articles approfondissant le sujet. Les termes génériques sans rapport avec le sujet sont à éviter, ainsi que les répétitions de liens vers un même terme.
- Les liens externes sont à placer uniquement dans une section « Liens externes », à la fin de l'article. Ces liens sont à choisir avec parcimonie suivant les règles définies. Si un lien sert de source à l'article, son insertion dans le texte est à faire par les notes de bas de page.
- La présentation des références doit suivre les conventions bibliographiques. Il est recommandé d'utiliser les modèles {{Ouvrage}}, {{Chapitre}}, {{Article}}, {{Lien web}} et/ou {{Bibliographie}}. Le mode d'édition visuel peut mettre en forme automatiquement les références.
- Insérer une infobox (cadre d'informations à droite) n'est pas obligatoire pour parachever la mise en page.

Pour une aide détaillée, merci de consulter Aide:Wikification.
Si vous pensez que ces points ont été résolus, vous pouvez retirer ce bandeau et améliorer la mise en forme d'un autre article.
Pour l’article homonyme, voir Tally Hall.
Tally Hall (parfois stylisé tallyhall) est un groupe de rock américain formé à Ann Arbor, Michigan, en décembre 2002, et publiquement actif jusqu'à la fin de leur tournée "Good & Evil" en 2011.
Tally Hall est un groupe reconnu pour ses mélodies entraînantes, ses paroles fantaisistes et sa base de fans dévouée sur les réseaux sociaux. Les membres décrivaient initialement leur style musical comme du "wonky rock" avant de le redéfinir comme du "fabloo") afin de ne pas laisser de genres particuliers définir leur musique.
Tally Hall est composé de cinq membres distingué par la couleur de leur cravate : le guitariste Rob Cantor avec une cravate jaune, le guitariste Joe Hawley avec une cravate rouge, le batteur Ross Federman avec une cravate grise, le claviériste Andrew Horowitz avec une cravate verte et le bassiste Zubin Sedghi avec une cravate bleu. Il est également notable que le partenaire de tournée Casey Shea ainsi que le producteur et roadie, Bora Karaca, ont également des couleurs de cravates associées, respectivement une noire et une orange. Les cinq membres ont tous contribué aux chants du groupe.
Anciennement sous le label Atlantic Records, Tally Hall a par la suite été signé par le label indépendant Quack! Media, qui avait aidé à financer et à distribuer nationalement leur premier album studio, Marvin's Marvelous Mechanical Museum sorti le 24 octobre 2005. Leur deuxième et dernier album à ce jour, Good & Evil, sortira le 21 juin 2011 avant que le groupe ne se mette en pause pendant une durée indéterminé.

## Histoire

### Débuts etMarvin's Marvelous Mechanical Museum
Andrew Horowitz, né à Warren, New Jersey, a commencé à écrire des chansons à l'âge de huit ans et a étudié la composition à l'Université du Michigan où il fit la rencontre de Rob Cantor qui fréquentait le lycée avec Zubin Sedghi. Cantor et Sedghi avaient précédemment joué dans un groupe intitulé ListedBlack lorsqu'ils étaient au lycée,. Les trois ont donc décidé de jouer ensemble sous le nom de 540, donnant de petits concerts à l'université. Parallèlement, Joe Hawley, également étudiant à Michigan, étudiait le cinéma et avait formé le groupe de sketchs comiques AnonyMous. Cantor a finalement rejoint ce groupe et, grâce à cette connexion, a invité Hawley à rejoindre 540 après avoir appris qu'il jouait de la guitare et avait de l'expérience dans l'écriture de chansons pour ses projets de films. Le batteur Steve Gallagher a ensuite complété le groupe, changeant alors de nom plusieurs fois, passant par Gallagher et PartyBoobyTrap, avant de finalement choisir Tally Hall, nommé d'après une aire de restauration d'un centre commercial local. Le groupe a enregistré plusieurs EP, plus tard compilées et publiées dans un album sous le nom de Complete Demos en novembre 2004. Cependant, avant la sortie de ces EPs, Gallagher quitta le groupe et fût remplacé par Ross Federman, que Hawley connaissait depuis le lycée.

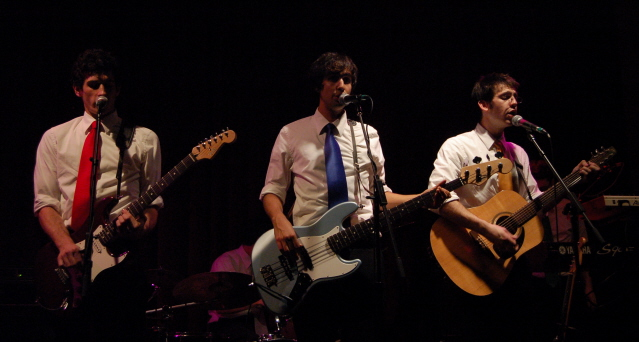
Tally Hall en concert à Philadelphie en octobre 2006

Le 24 octobre 2005, le groupe sorta leur premier album studio, Marvin's Marvelous Mechanical Museum, avec l'aide du violoniste Jeremy Kittel contribuant aux cordes. L'album fût ré-édité le 12 septembre 2006, sous le label local Quack! Media. Tally Hall arriva à attirer l'attention de certains médias nationaux, interprétant leur chanson "Good Day" dans leThe Late Late Show with Craig Ferguson le 2 août 2006, et apparaissant dans le segment "You Hear It First" de MTV en septembre 2006. Le groupe a également participé au festival South by Southwest en 2007. Ils signeront avec Atlantic Records en mars 2007 et  réenregistrerons leur premier album, le sortant le 1er avril 2008. En août 2008, Tally Hall a joué sur la scène BMI du festival Lollapalooza.
Le 16 septembre 2008, Tally Hall est revenu dans The Late Late Show with Craig Ferguson pour promouvoir le lancement de Tally Hall's Internet Show, une web-série à l'humour absurde mettant en scène les membres du groupe. Ils ont interprété "Welcome to Tally Hall" vêtus de gilets noirs contrastant avec leurs tenus habituelles constitué de leurs cravates respective, de chemises blanches et de pantalons noirs. Suivant la sortie de Marvin's Marvelous Mechanical Museum, le groupe a également travaillé sur plusieurs projets, notamment des reprises de chansons tel que "Smile Like You Mean It" de The Killers pour la bande originale de The O.C. : Music from the OC: Mix 6.

### Tournées etGood & Evil

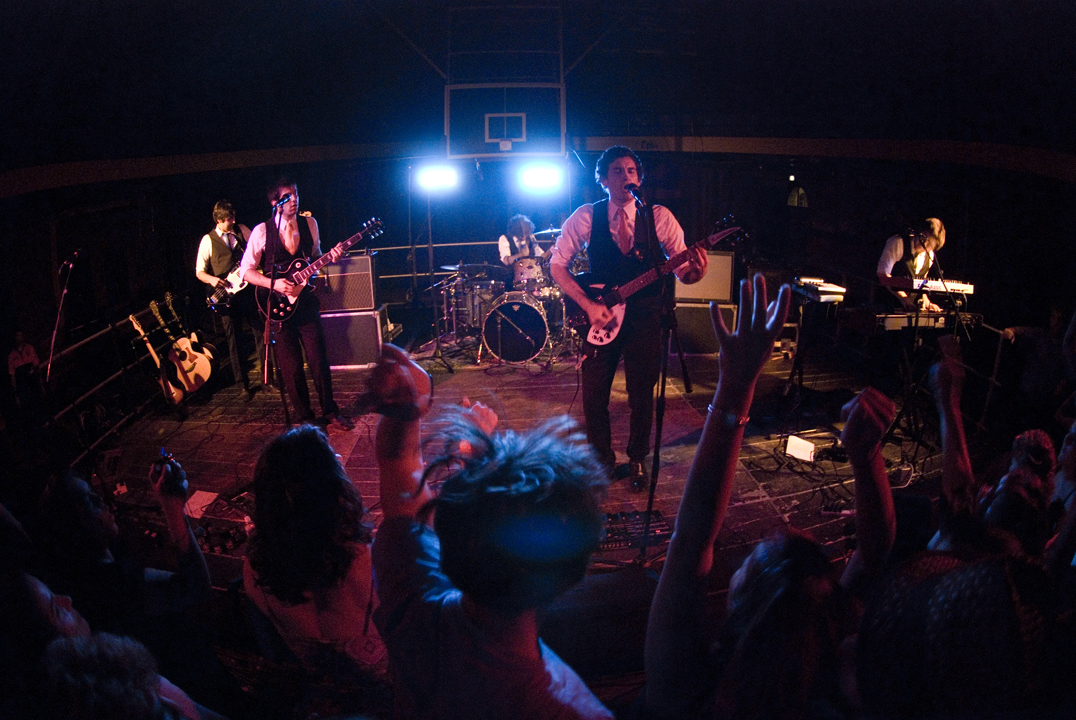
Tally Hall en concert dans le Massachusetts en 2008

Le 9 septembre 2009, Tally Hall a sorti la chanson "Light & Night", en featuring avec Nellie McKaydisponible en téléchargement gratuit pour les clients de Walmart qui achetaient The Magician's Elephant de Kate DiCamillo, publié le même jour.
Lors de la tournée de mars 2010 avec les groupes "Jukebox the Ghost" et "Skybox", Joe Hawley s'est retiré et a été remplacé par Casey Shea, qui portait une cravate noire, et a assuré les concerts restants de l'année. Le 25 mars 2011, le groupe a annoncé que les cinq membres originaux étaient toujours ensemble.
Le deuxième album studio de Tally Hall, Good & Evil, sorta en 2011 sous le label Quack! Media. L'album fût enregistré fin 2009, mais dû à de nombreux retards, causa une rupture de leur contrat avec Atlantic Records, l'album étant donc forcé de sorti deux ans après son enregistrement initial. Pour promouvoir l'album, le groupe a organisé un concours où le gagnant se voyait offrir une chanson écrite sur lui. Le gagnant était un lycéen nommé Nathan Naimark, dont la chanson éponyme a été publiée peu après. À peu près à la même époque, le groupe sorta une reprise de la chanson de Flo Rida "Club Can't Handle Me", avec Casey Shea en tant que guest. Selon Horowitz, l'origine de cette reprise viendrait d'une suggestion que le groupe avait faite à Atlantic Records, où ils enregistreraient et publieraient des reprises d'autres artistes signés par le label chaque semaine et "Club Can't Handle Me" aurait été présentée comme exemple. Le label a rejeté l'idée, ce qui a conduit le groupe à sortir la chanson après avoir rompu avec eux.
Après la sortie de l'album Good & Evil et de sa tournée promotionnelle, Tally Hall devint inactif, bien que tous les membres se lanceront dans des projets indépendants mettant parfois en scène des collaboration de plusieurs membres de Tally Hall.

### Travaux solo post-Good & Evil
Andrew Horowitz, sous le pseudonyme d'"edu", a sorti l'album solo sketches (plus tard réédité sous le nom de sketches 3d) en 2012. Il a également produit et joué du piano sur l'album Love in the Future de John Legend. En 2018, Horowitz a sorti etudes, un album de compositions pour piano écrites en 2003. Une suite, etudes II, est sortie en avril 2019, comprenant des compositions écrites en 2005 alors qu'il était à l'Université du Michigan. En mai 2020, il a commencé une série de livestreams hebdomadaires sur Instagram intitulée Keep Up The Good Work, avec des invités comme Federman et Sedghi,. Le 29 avril 2024, Andrew Horowitz a été annoncé pour se produire à la série de concerts Sonic Lunch dans le Michigan.
Ross Federman est apparu occasionnellement en tant que producteur, percussionniste et DJ sous le pseudonyme "Mr. F", mais s'est principalement concentré sur ses études. Il a obtenu un diplôme de Bachelor of Science en biologie cellulaire et moléculaire à l'Université du Michigan en 2013, puis un doctorat en immunologie à l'Université de Yale en mai 2019.
En 2012, Joe Hawley a sorti un single intitulé "Variations on a Cloud" le 11 septembre 2012 sous le pseudonyme "ミラクルミュージカル" (prononcé Miracle Musical), puis a sorti l'album Hawaii: Part II le 12 décembre 2012 toujours sous le même pseudonyme. Les membres de Tally Hall Federman et Karaca ont également travaillé sur l'album, avec Sedghi et Cantor apparaissant également sur les titres "White Ball" et "Time Machine" respectivement, laissant donc Horowitz comme le seul membre de Tally Hall absent de cet album. Dût à cette particularité, certains fans considèrent Hawaii: Part II comme le plus proche d'un troisième album que le groupe aurait put sortir. Hawley est resté relativement vague concernant les inspirations de l'album, citant à un moment les attentats du 11 septembre comme inspiration pour la musique "Variation of a Cloud", bien que cela fût contredit dans d'autres interviews par la suite. Plusieurs chansons de l'album, comme "Murders" et "The Mind Electric", ont depuis gagné en popularité sur TikTok et d'autres réseaux sociaux. Un album comprenant des démos et des échantillons intitulé Hawaii: Part II: Part ii et une reprise de "Candle on the Water" est sorti en 2014 sous le même nom. Un album de 6 versions 8-bit intitulé Hawaii Partii est sorti en 2015 comme bande originale du jeu promotionnel Labyrinth.
Rob Cantor a sorti son album solo, Not a Trampoline, le 14 avril 2014. En outre, il a réalisé plusieurs vidéos virales sur YouTube, notamment "Shia LaBeouf", "Christian Bale Is At Your Party", et "29 Celebrity Impressions, 1 Original Song". Ces dernières années, Cantor a écrit et produit des chansons pour plusieurs émissions de Disney Junior.
Mi-2016, Hawley a annoncé l'album de hip-hop humouristique Joe Hawley Joe Hawley, sorti en octobre sans utiliser de pseudonyme sur Bandcamp. Les cinq membres de Tally Hall et d'autres artistes y sont individuellement présents. L'album a ensuite été retiré en raison de l'utilisation de sample de musique sous copyright. Pour éviter les problèmes de droits d'auteur, Hawley a sorti γɘlwɒH ɘoႱ γɘlwɒH ɘoႱ le 16 avril 2019, une version inversée de l'album, sur Bandcamp et Spotify. Le 11 novembre 2020, une version tronquée de l'album original a été mise en ligne sur Apple Music et Spotify, supprimant le 13e et dernier titre (une reprise de "White Rabbit" du groupe de rock Jefferson Airplane). Cette suppression était due à des problèmes de droits d'auteur qu'il n'a pas pu résoudre.
Zubin Sedghi, en plus de participer à des projets d'autres membres du groupe, s'est concentré sur sa vie personnelle. En 2012, il a obtenu un diplôme de premier cycle en neurosciences avec mention à l'Université du Michigan, puis un doctorat en médecine ostéopathique à l'Université de Touro en Californie en 2016. Il travaille maintenant comme médecin de famille pour Kaiser Permanente dans le comté d'Orange, Californie. Sedghi est marié et père de deux enfants.
En 2015, Tally Hall sortira une compilations nomméAdmittedly Incomplete Demos sur Bandcamp, en référence à leur précédente compilation Complete Demos sortit avant leur premier album studio Marvin's Marvelous Mechanical Museum. Elle comprend des démos, des chansons inédites, des performances live et des reprises studio de "The Minstrel Boy" et "Just A Friend", cette dernière rééditée en août 2019 en single et incluse comme titre bonus dans la réédition de 2021 de Marvin's Marvelous Mechanical Museum. En avril 2022, deux nouvelles démos ont été ajoutées : "Welcome to Tally Hall (Reprise) (Demo)" et "Hymn For a Scarecrow (Demo)".
En 2021, Needlejuice Records a réédité Marvin's Marvelous Mechanical Museum sur vinyle, CD et cassette, sortant également sur MiniDisc en juin pour coïncider avec la Journée internationale du MiniDisc,. Le 26 août 2022, les précommandes pour une réédition de Good & Evil ont été ouvertes, accompagnées d'un vinyle pour "Turn the Lights Off" avec "Light & Night" sur la face B.
Depuis la pause du groupe, les membres ont discuté de la possibilité de revenir pour un vrai troisième album. Hawley l'a promis sur les réseaux sociaux, et Sedghi a plaisanté en disant qu'ils reviendraient s'ils avaient "trente ou quarante millions d'auditeurs par mois" via un message créer pour Spotify Wrapped. Cependant, à la suite d'allégations contre Joe Hawley, les autres membres du groupe ont conjointement déclaré le contraire, citant la santé mentale de Hawley comme raison principale de l'absence de retour du groupe,.
Andrew Horowitz a réalisé des promotions avec le groupe "Jukebox the Ghost" en Live concernant son prochain album studio prévu pour 2025 avec Ross Federman, Bora Karaca, Illicit Ghost, Rob Cantor et Zubin Sedghi sur scène et Joe Hawley et Casey Shea comme spectateur des performances en tant que membres du public.Plusieurs chansons de l'album à venir d'Horowitz fûrent joué, ainsi que certaines chansons alors jamais jouées en live, comme "Perfect" de Rob Cantor.